# J'den Cox
Pour les articles homonymes, voir Cox.
J'den Cox (se prononce jay-dən, né le 3 mars 1995 à  Columbia dans le Missouri) est un lutteur américain, spécialiste de lutte libre dans la catégorie des moins de 96 kg.
Il pratique aussi le folkstyle wrestling.
Cox remporte à deux reprises le championnat NCAA pour les Missouri Tigers. Son premier titre date de 2014, en devenant le premier « True Freshman » à remporter le titre. Il ne termine que 5e en 2015 mais remporte à nouveau le titre en 2016. Quelques semaines après, il remporte les sélections olympiques américaines en battant Kyle Dake. Pour se qualifier aux Jeux, il devait terminer dans les trois premiers du tournoi no 1 de qualification olympique, tournoi qu'il remporte, de même que la médaille de bronze lors des Jeux olympiques à Rio.